# سنايدر إس. كيركباتريك
سنايدر إس. كيركباتريك هو محامي وسياسي أمريكي، ولد في 21 فبراير 1848 في Mulkeytown, Illinois ‏ في الولايات المتحدة، وتوفي في 5 أبريل 1909 في فريدونيا في الولايات المتحدة. نشط حزبياً في الحزب الجمهوري. وقد انتخب عضو مجلس ولاية كانساس ‏ وانتخب عضو مجلس نواب كنساس ‏ وانتخب عضو مجلس النواب الأمريكي.